# Flagge Eritreas

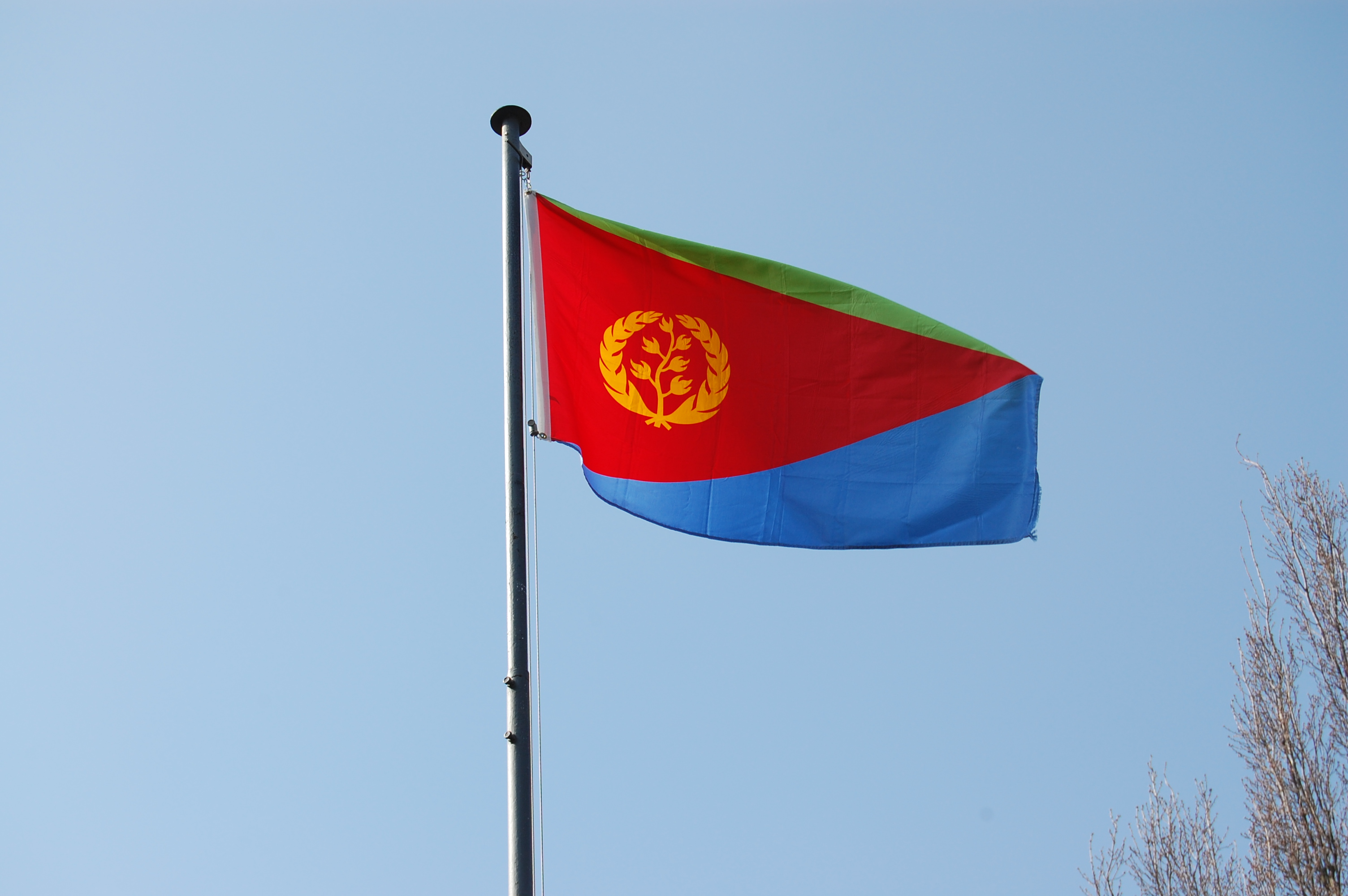
Wehende Flagge Eritreas

Die Flagge Eritreas wurde erstmals am 5. Dezember 1995 offiziell gehisst. Bis dahin verwendete das unabhängige Eritrea die Flagge mit einem anderen Seitenverhältnis.

## Beschreibung und Bedeutung
Die Nationalflagge zeigt von oben nach unten betrachtet die Farben Grün, Rot und Blau.
- Grün steht für die Fruchtbarkeit des Landes bzw. die Landwirtschaft
- Blau steht für den Meeresreichtum (beide Farben sind in rechtwinklige Dreiecke gegliedert)
- Rot steht für das vergossene Blut des Freiheitskampfs (in der Mitte in einem gleichschenkligen Dreieck stehend)
- Im roten Dreieck steht ein gelber Olivenzweig umgeben von einem gleichfarbigen Olivenzweigkranz, der links und rechts jeweils 14 Blätter trägt.

Dieses Symbol ist auf das Wappen während der Unterstellung Eritreas unter die Verwaltung durch Äthiopien 1952 bis 1962 zurückzuführen. Bei der Annexion durch Äthiopien wurde es abgeschafft. Andere Quellen sprechen von einer Referenz des Symbols auf den Einsatz der UNO um die Unabhängigkeit Eritreas.
Das Siegel, das die Funktion eines Staatswappens erfüllt, hat hingegen eine andere Form, wenngleich es auch den Olivenzweigkranz enthält.

1:2  Flagge der Autonomen Region Eritrea von 1950 bis 1962 (inoffiziell bis 1993)
2:3  Eritrea, 1993 bis 1995
1:2 Flagge des Präsidenten